# Taghi Sidgui
 (février 2021).
La mise en forme du texte ne suit pas les recommandations de Wikipédia : il faut le « wikifier ».
Les points d'amélioration suivants sont les cas les plus fréquents. Le détail des points à revoir est peut-être précisé sur la page de discussion.
- Les titres sont pré-formatés par le logiciel. Ils ne sont ni en capitales, ni en gras.
- Le texte ne doit pas être écrit en capitales (les noms de famille non plus), ni en gras, ni en italique, ni en « petit »…
- Le gras n'est utilisé que pour surligner le titre de l'article dans l'introduction, une seule fois.
- L'italique est rarement utilisé : mots en langue étrangère, titres d'œuvres, noms de bateaux, etc.
- Les citations ne sont pas en italique mais en corps de texte normal. Elles sont entourées par des guillemets français : « et ».
- Les listes à puces sont à éviter, des paragraphes rédigés étant largement préférés. Les tableaux sont à réserver à la présentation de données structurées (résultats, etc.).
- Les appels de note de bas de page (petits chiffres en exposant, introduits par l'outil «  Source ») sont à placer entre la fin de phrase et le point final[comme ça].
- Les liens internes (vers d'autres articles de Wikipédia) sont à choisir avec parcimonie. Créez des liens vers des articles approfondissant le sujet. Les termes génériques sans rapport avec le sujet sont à éviter, ainsi que les répétitions de liens vers un même terme.
- Les liens externes sont à placer uniquement dans une section « Liens externes », à la fin de l'article. Ces liens sont à choisir avec parcimonie suivant les règles définies. Si un lien sert de source à l'article, son insertion dans le texte est à faire par les notes de bas de page.
- La présentation des références doit suivre les conventions bibliographiques. Il est recommandé d'utiliser les modèles {{Ouvrage}}, {{Chapitre}}, {{Article}}, {{Lien web}} et/ou {{Bibliographie}}. Le mode d'édition visuel peut mettre en forme automatiquement les références.
- Insérer une infobox (cadre d'informations à droite) n'est pas obligatoire pour parachever la mise en page.

Pour une aide détaillée, merci de consulter Aide:Wikification.
Si vous pensez que ces points ont été résolus, vous pouvez retirer ce bandeau et améliorer la mise en forme d'un autre article.
Taghi Sidgui (en azeri: Tağı Sidqi, pseudonyme de Muhammad Taghi Kerbalai Safar oglu Safarov), né le 22 mars 1854 à Ordubad (Nakhitchevan)  et mort le 9 décembre 1903, est un écrivain, poète, journaliste, publiciste et enseignant azéri

## Biographie
Mohammad Taghi Sidgui fait ses études dans une madrasa, étudie la poésie et la philosophie orientales classiques. Dans sa jeunesse, il est engagé dans le commerce et ouvre un salon de thé pour subvenir aux besoins de sa famille; cet endroit devient une sorte de centre culturel, un lieu de rassemblement des intellectuels et de rencontres littéraires.

## Activité pédagogique
Les écoles Akhtar (étoile) à Ordubad et les écoles Tarbia (éducation) en 1894 dans la ville de Nakhichevan, ouvertes par Muhammad Taghi Sidgui, ont joué un rôle important dans l'expansion des écoles et le développement du mouvement éducatif. Dans ces écoles, des matières étaient enseignées, des activités artistiques et éducatives étaient menées, ce qui avait un impact progressif sur l'éducation de la société et la formation d'une nouvelle génération. Les manuels tel que «Exemples d'Akhtar», «Cadeaux pour les filles», «Brève lettre géographique»,  préparés par Sidgui avaient une signification scientifique et pédagogique importante et ont joué un rôle particulier dans ces domaines. D'éminents penseurs, écrivains, poètes azerbaïdjanais Huseyn Javid, Aziz Sharif, Aligulu Gamgusar, Rza Tahmasib, Ali Sabri et d'autres sont diplômés de la célèbre école de Tarbia. 

## Œuvre littéraire
Taghi Sidgui est l'un des fondateurs de la littérature éducative-réaliste azerbaïdjanaise. Il menait une activité créative littéraire. Il était l'un des membres actifs de «Anjumani-shuara» à Ordubad. Œuvres écrites par lui: un grand poème "Couplets culturels"; composition artistique et philosophique "Un regard sur l'image d'une personne"; les romans «Kabla Nasr», «Deux méthodes d'éducation», «Un enfant poli», «Un enfant qui va à l'école», « Enfant, poursuivant ses études», «La parure des mères»; instructions éducatives; plus de 300 poèmes étaient d'une importance particulière dans la renaissance de la littérature éducative. A initiative de T.Sidgui, le 100e anniversaire de la naissance de A. Pouchkine est célébré à l'école «Tarbiya» (1899), et il fait un rapport à cette occasion (publié en 1914 sous forme de livret). Sidgui travaille également dans le domaine du journalisme en étroite collaboration avec les journaux et publie des articles occasionnels dans "Traducteur" (Bakhtchissaraï), "Akhtar" (Istanbul), "Hablulmatin" (Calcutta), "Kaspi" (Bakou), "Nasiri" (Tabriz) et d'autres. Il initie la publication d'un journal appelé "Chirag" dans sa langue maternelle.Le manuscrit de ses œuvres est conservé à l'Institut des manuscrits de l'Académie  nationale des sciences d'Azerbaïdjan du nom de Fizuli. 

## Mises en scène
Tagi Sidgi, étant l'un des fondateurs du théâtre à Nakhichevan, contribue beaucoup à son développement. Dans la maison de Rahim Khan de Nakhitchevan, avec les membres de la "Société du théâtre", il met en scène les comédies de Mirza Fatali Akhundov "Molla Ibrahimkhalil-alchimiste", "Les aventures d’un avare", "Vezir du khanat de Lenkoran" et "Monsieur Jordan, scientifique botaniste et derviche Mastalishah, le célèbre sorcier", réalisé par Taghi Sidgui lui-même.
L’Ordonnance du Président de l'Assemblée suprême de la République autonome de Nakhitchevan en date du 11 mars 2004 prévoyait de créer des coins commémoratifs dans les écoles, de publier une sélection de poèmes et d'autres événements "A l'occasion du 150e anniversaire du remarquable éducateur et poète Mohammad Taghi Sidgi,  perpétuant sa mémoire". 
Il est enterré à Nakhitchevan en Azerbaïdjan. 